# 扎博洛特亞 (沃洛德米爾區)
50°58′39″N 24°10′59″E / 50.97750°N 24.18306°E
扎博洛特亞（烏克蘭語：Заболоття），是烏克蘭西部沃倫州沃洛德米爾區乌斯特卢赫市镇的村落。面積0.71平方公里，2001年人口80，人口密度每平方公里113.31人。